# Dodona argentea
Dodona argentea är en fjärilsart som beskrevs av Hans Fruhstorfer 1904. Dodona argentea ingår i släktet Dodona och familjen Riodinidae. Inga underarter finns listade i Catalogue of Life.